# Грицаи (Семёновский район)
Грицаи (укр. Грицаї) — село,
Беляковский сельский совет,
Семёновский район,
Полтавская область,
Украина.
Код КОАТУУ — 5324580402. Население по переписи 2001 года составляло 34 человека.

## Географическое положение
Село Грицаи находится в 3-х км от правого берега реки Хорол,
выше по течению на расстоянии в 2,5 км расположено село Белогубы,
ниже по течению на расстоянии в 2,5 км расположено село Подол.

## История
Село указано на трехверстовке Полтавской области. Военно-топографическая карта.1869 года как хутор Грицаев